# Eccidio di Malga Bala
L'eccidio di Malga Bala è un episodio avvenuto il 25 marzo 1944 nel territorio del comune di Plezzo (dal 1947 in territorio prima jugoslavo e ora sloveno)  in danno di 12 militi della Guardia Nazionale Repubblicana provenienti dall'Arma dei Carabinieri e aderenti alla Repubblica Sociale Italiana, a protezione della centrale idroelettrica a valle di Bretto di Sotto, nell'ambito degli eventi della seconda guerra mondiale nei pressi dell'altopiano di Malga Bala.
Si tratta dell'ultimo in ordine temporale, e quello con minor numero di vittime, di un trittico di eventi che ebbe luogo nel comune di Plezzo iniziato nell'aprile 1943 con lo scontro di Malga Golobar e proseguito nell'ottobre 1943 con l'eccidio di Bretto.

## Inquadramento storico

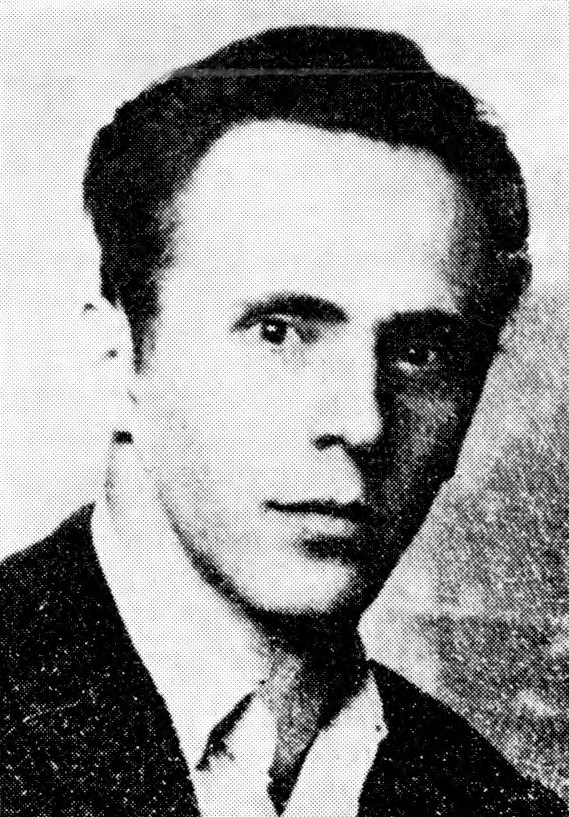
Ivan Likar, da "Gradnikova Brigada", pg.795

In risposta all'armistizio di Cassibile dell'8 settembre 1943 e alla conseguente spaccatura della penisola in due, i tedeschi già il 18 settembre occuparono militarmente Trieste istituendo la Zona d'operazioni del Litorale adriatico (OZAK) (comprendente i territori delle province di Trieste, di Gorizia e di Lubiana) e la Zona d'operazioni delle Prealpi (OZAV) (comprendente i territori delle province di Bolzano, di Trento e di Belluno), che furono annesse al Reich nazista fino al maggio 1945.
Nei mesi successivi, i partigiani (sia italiani, sia jugoslavi) progressivamente acquisirono un maggior controllo del territorio, attaccando le installazioni civili e militari sia del III Reich nazista sia della RSI - Repubblica Sociale Italiana fascista in prosecuzione di attività di sabotaggio iniziate in zona già ben prima dell'invasione italiana della Jugoslavia.
Alla fine del 1943, per contrastare le azioni partigiane sempre più frequenti, il Comando militare tedesco di Tarvisio istituì un Distaccamento fisso di militi della GNR della Repubblica Sociale Italiana a protezione della centrale idroelettrica in località Bretto di Sotto, nella frazione di Bretto in comune di Plezzo)  posta a servizio delle miniere di piombo e zinco di "Raibl" (nella frazione di Cave del Predil, in comune di Tarvisio) e pertanto obiettivo strategico per l'economia bellica in quanto alimentava le miniere di Predil.
Il Distaccamento era costituito da 12 militari, ovvero il vicebrigadiere Dino Perpignano e gli 11 militi ai suoi ordini, inquadrati dal 20 novembre 1943 nella 62ª Legione "Isonzo" della Guardia Nazionale Repubblicana della Repubblica Sociale Italiana e provenienti dall'aliquota di ex Carabinieri Reali che nelle province di Udine e Gorizia optarono per restare in servizio nella GNR piuttosto che accettare la deportazione in Germania o il passaggio ai partigiani.

## Elenco dei caduti
Questo è l'elenco delle vittime:

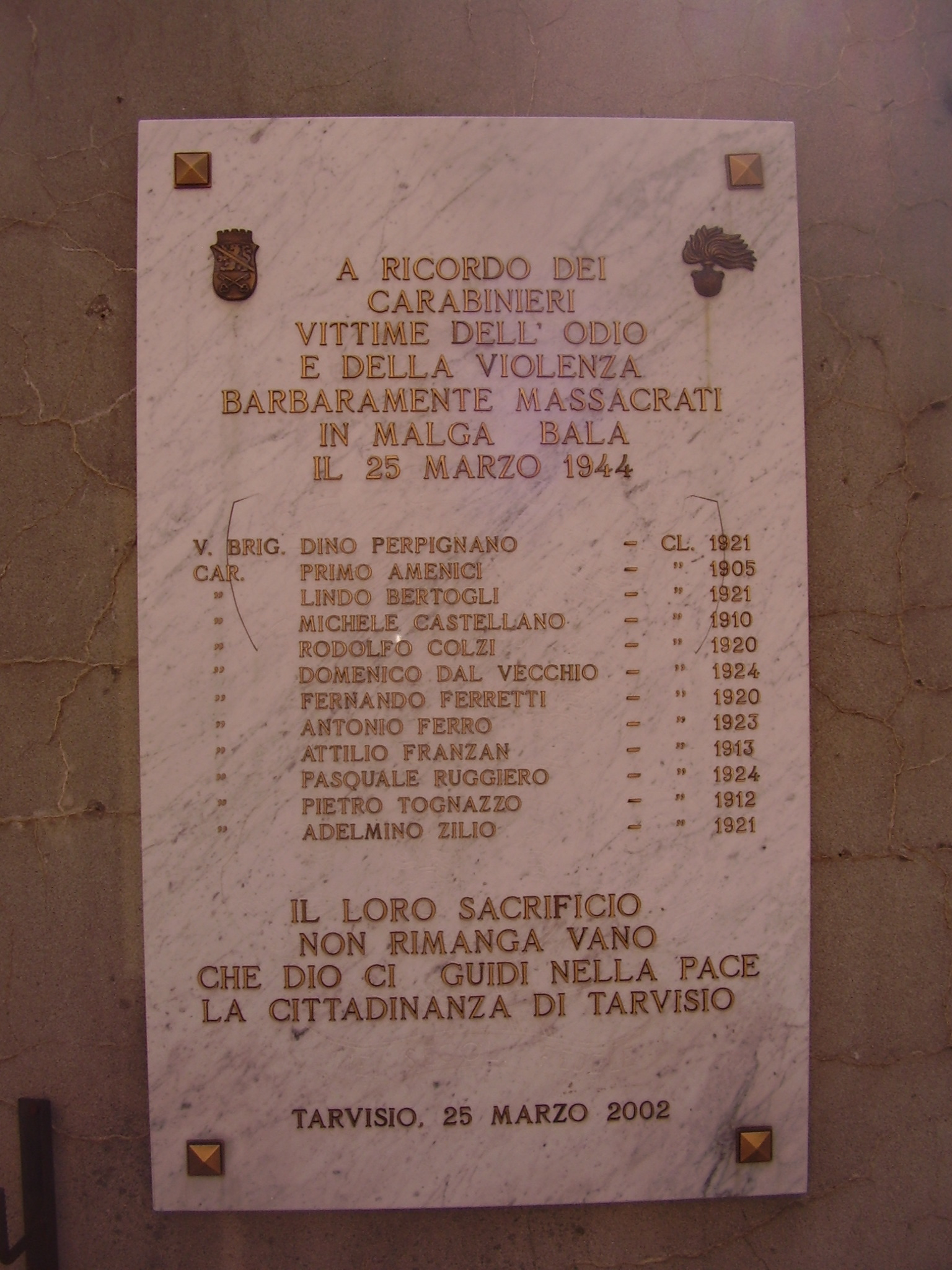
La lapide che commemora l'eccidio nella cinta medioevale di Tarvisio

1. Primo Amenici, milite GNR, nato a Santa Margherita d'Adige il 5 settembre 1905;
2. Lino Bertogli, milite GNR, nato a Casola di Montefiorino il 19 marzo 1921;
3. Rodolfo Colsi, milite GNR, nato a Signa il 3 febbraio 1920;
4. Michele Castellano, milite ausiliario GNR, nato a Rocchetta Sant'Antonio l'11 novembre 1910;
5. Domenico Dal Vecchio, milite GNR, nato a Refrontolo il 18 ottobre 1924;
6. Fernando Ferretti, milite GNR, nato a San Martino in Rio il 4 luglio 1920;
7. Antonio Ferro, milite GNR, nato a Rosolina il 16 febbraio 1923;
8. Attilio Franzan, milite GNR, nato a Isola Vicentina il 9 ottobre 1913;
9. Dino Perpignano, vicebrigadiere GNR, nato a Sommacampagna il 17 agosto 1921;
10. Pasquale Ruggero, milite GNR, nato a Airola l'11 febbraio 1924;
11. Pietro Tognazzo, milite ausiliario GNR, nato a Pontevigodarzere il 30 giugno 1912;
12. Adelmino Zilio, milite GNR, nato a Prozzolo di Camponogara il 15 giugno 1921.

## Le diverse ricostruzioni
Esistono numerose diverse versioni di quanto accaduto, spesso contrastanti tra di loro e altrettanto spesso illogiche e non coerenti né internamente né con testimonianze e fatti riscontrati persino quando riconducibili alla stessa fonte.

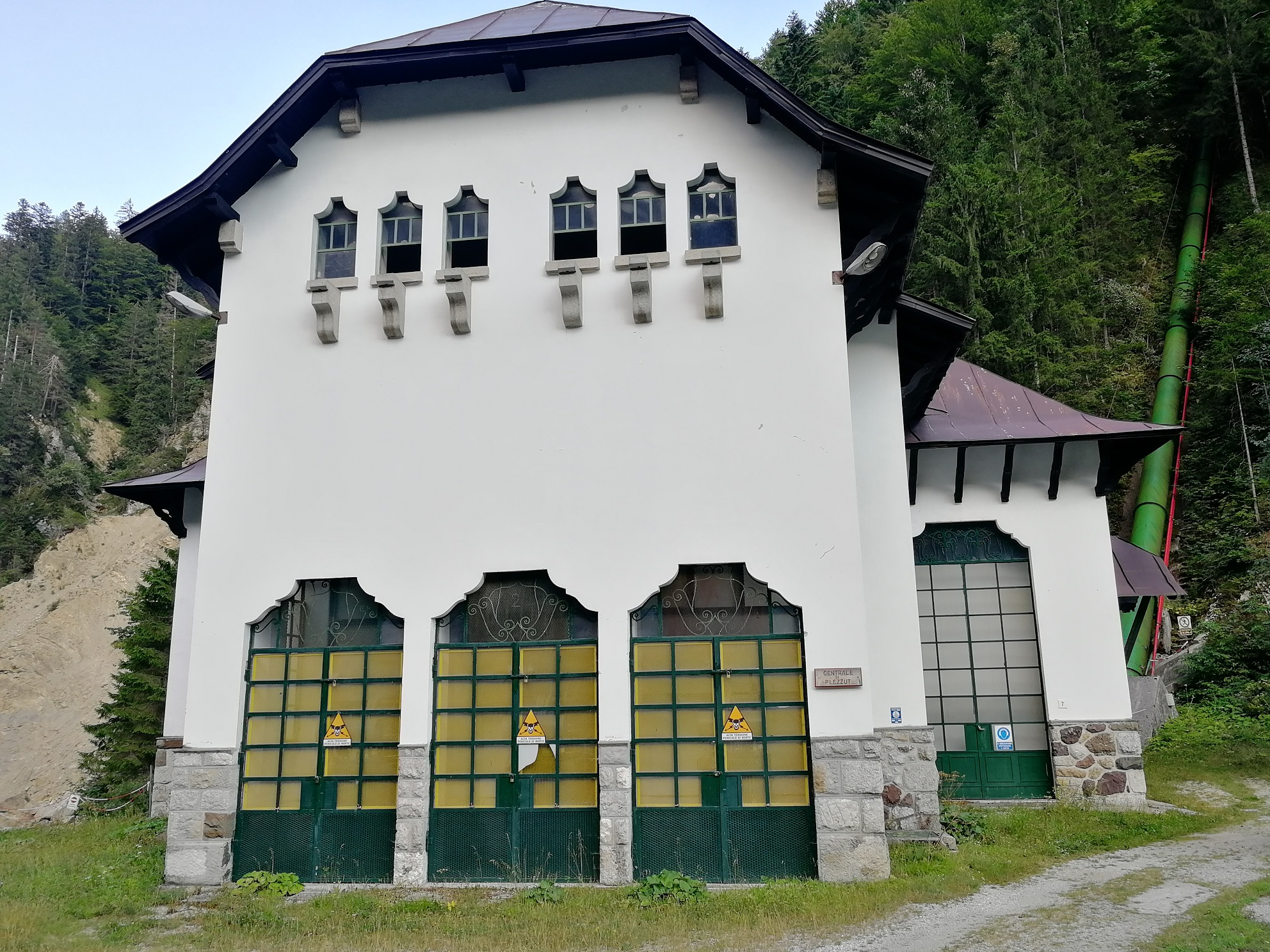
La centrale elettrica di Plezzut, ai tempi asservita alle miniere di Cave del Predil e oggetto di sabotaggio da parte dei partigiani, come si presenta al giorno d'oggi

### Versioni che accreditano la strage come crimine di guerra premeditato commesso da partigiani slavi
Nella pubblicistica di sua produzione Marco Pirina, presidente e fondatore della fondazione "Silentes loquimur" (descritta come operante disinformazione da autorevoli storici delle questioni del confine nord orientale), generò due versioni diverse e attribuì in un primo tempo la strage a partigiani croati, mutuando le responsabilità ipotizzate dal Diario Storico del Reggimento Alpini Tagliamento, salvo poi ricondurre successivamente la propria versione a una delle tre, tra loro diverse in maniera sostanziale, prodotte da Antonio Russo e indicando come responsabili della strage partigiani sloveni.
Alle due versioni di Pirina Antonio Russo ne aggiunge ben altre tre utilizzando una tecnica narrativa che mescola a testimonianze ampi ricorsi a licenze letterarie e rielaborando anche i contenuti di un manoscrittodi Federico "Barba" Buliani, ex ufficiale degli alpini, comandante partigiano osovano e successivamente membro di Stay Behind.
Ne scrisse una prima volta in maniera sbrigativa della strage nel 1983 nel libro "Come foglie al vento": in quella sede la responsabilità venne attribuita a non meglio indicati partigiani e collocata tra i monte Colpiano, Carnizza e Grinta (nella bassa val Bausizza), malgrado i primi rilievi indicassero il ritrovamento dei cadaveri tra cima Plessevizza, Cresta del Cavallo e Monte Bellez (nella alta val Bausizza). Vi descrisse inoltre come il vice Brigadiere a capo del fortino fosse stato catturato durante una visita in osteria ad una sua amante e indotto con l'inganno a rivelare la parola d'ordine della casermetta a guardia della centrale elettrica di Bretto. Descrisse inoltre come i militi GNR fossero stati «legati con filo spinato, barbaramente trucidati e sgozzati col piccone, con squarci e nefandezze atroci, sezionati, cavati gli occhi, il cuore, i testicoli,...», in contrasto con quanto riportato nei rapporti del tempo dei fatti, parzialmente supportati da foto, che indicavano invece come «tutti indistintamente i corpi dei militari erano coperti con le sole mutande e la camicia e presentavano ferite multiple da arma bianca e da fuoco, nonché tracce evidenti di sevizie. ... i militari opposero valida resistenza agli aggressori, i quali ebbero ragione di loro soltanto perché numericamente di gran lunga loro superiori e perché poterono agire di sorpresa». Infine, malgrado sin dai primissimi rapporti (addirittura prima del ritrovamento dei cadaveri) fosse indicato chiaramente il danno arrecato dai partigiani alla centrale elettrica e alla casermetta e il bottino in armi e dotazioni dell'operazione, Russo, pur riportando cenno di svariate altre azioni mirate a compromettere il funzionamento della miniera di Cave del Predil e di ogni singola centrale elettrica ad essa asservita, escluse che questo potesse essere l'obiettivo militare dell'azione partigiana sostenendo che «i partigiani non avevano danneggiato la centrale nè distrutto il fortino» e riconducendo il tutto a «una meschina vendetta contro uomini dediti al loro dovere» senza specificare quale fosse il motivo della vendetta stessa, pur citando nel testo numerose vessazioni che le forze dell'Asse avevano inflitto agli abitanti della zona di Bretto, tra cui l'eccido di Bretto, la strage di malga Golobar e l'internamento forzato nel campo di lavoro di case Sebastiani.

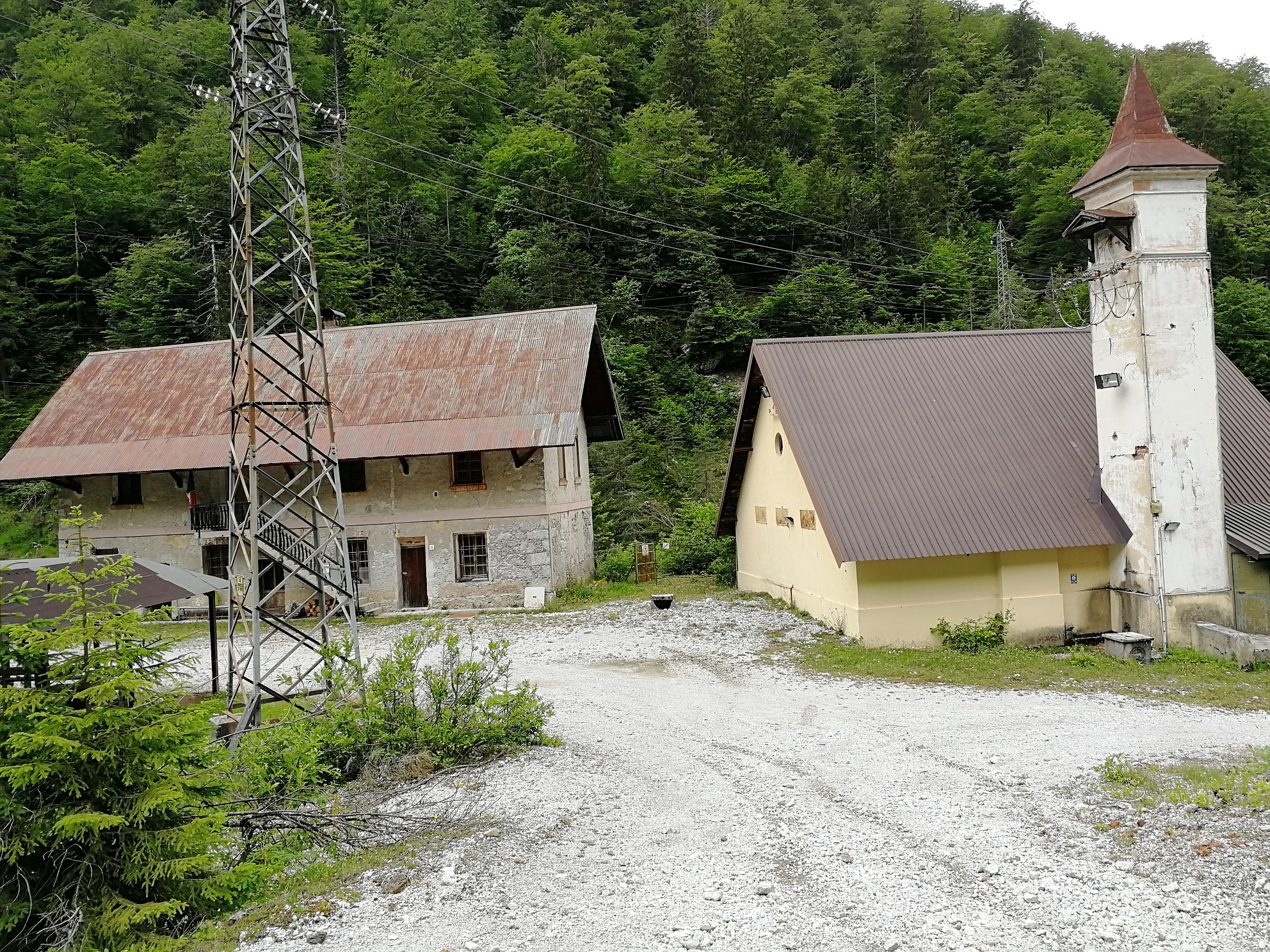
La centrale elettrica di Muda, altro obiettivo collegato alle miniere di Cave del Predil oggetto di sabotaggio da parte dei partigiani

Successivamente Antonio Russo nel 1993 propose in "Alle porte dell'Inferno" la propria seconda diversa ricostruzione che finalmente ricolloca ulteriormente la strage a Malga Bala (nella media val Bausizza): pur ammettendo gli esiti dell'azione militare a danno di centrale elettrica, caserma e miniera che nella versione precedente negava, sostenne che si trattò di un'operazione propagandistica lungamente e dettagliatamente predeterminata, sottolineando la scelta simbolica della data della strage in corrispondenza con la festività del venticinquesimo anniversario della fondazione dei fasci da combattimento e dei Carabinieri come vittime e indicando come le operazioni fossero iniziate il giorno 22 marzo con l'intercettazione del camion dei rifornimenti. Tutto ciò malgrado il conduttore del camion collochi invece la mancata consegna al giorno 24, la strage fosse stata occultata al punto di essere scoperta solo dopo una settimana e descritta come decisa collegialmente dai partigiani in una sorta di processo solo il giorno dopo il sequestro deimiliti GNR  secondo la ricostruzione dello stesso Russo, senza considerare che la nascita dei fasci da combattimento però non era festeggiata in quel contesto e ricorreva in giorno diverso da quello della strage, che secondo Russo sarebbe stata consumata il 25 marzo in luogo diverso da quello segnalato nei primi rapporti.
In tale ricostruzione Russo aggiunge anche la descrizione del presunto avvelenamento dei militi GNR presso Logje che avrebbe preceduto il loro trasferimento nella malga dove sarebbero stati massacrati. I responsabili della strage vengono da Russo indicati in: Ivan Likar "Socian" (noto sabotatore del luogo che Russo, malgrado gli atti del tempo attestino il contrario, vorrebbe riconosciuto da Andrea Cuder, uno degli operai della centrale in un interrogatorio presso il comando SS a Tarvisio), Silvio Gianfrate "Srecko" (noto dissidente politico locale), Franc Ursic "Josko", Lois Hrovat (tutti indagati e assolti per "insufficienza degli elementi a loro carico" in sentenza che peraltro riconosce sulla base dei primi rapporti le torture descritte da Russo), Fran Della Bianca "Zvonko", Anton Mlecuz, Vladimir Cernuta "Igor", Franc Copi, Janez Deisinger, Karlo Cuder, Franc Kenda, fiancheggiati da Lois Kravanja "Gajger", sua moglie Mafalda (che altrove Russo indicherà come la responsabile dell'avvelenamento dei Carabinieri), Bepi Flajs e la lavandaia Mirka.
Antonio Russo integrerà ancora nel 2005 in "Planina Bala", quello che sarà il testo che renderà nota la strage, quanto già contenuto nella sua versione precedente.

In esso aggiungerà una lunga serie di interviste ai protagonisti di cui sopra che, piuttosto che confermarne la versione con ammissioni di colpevolezza da parte dei partigiani, come Russo pretenderebbe (peraltro smentito dalla Procura militare di Padova), ne contraddicono invece pienamente la ricostruzione per quanto relativo alle peggiori efferatezze e allo scopo.

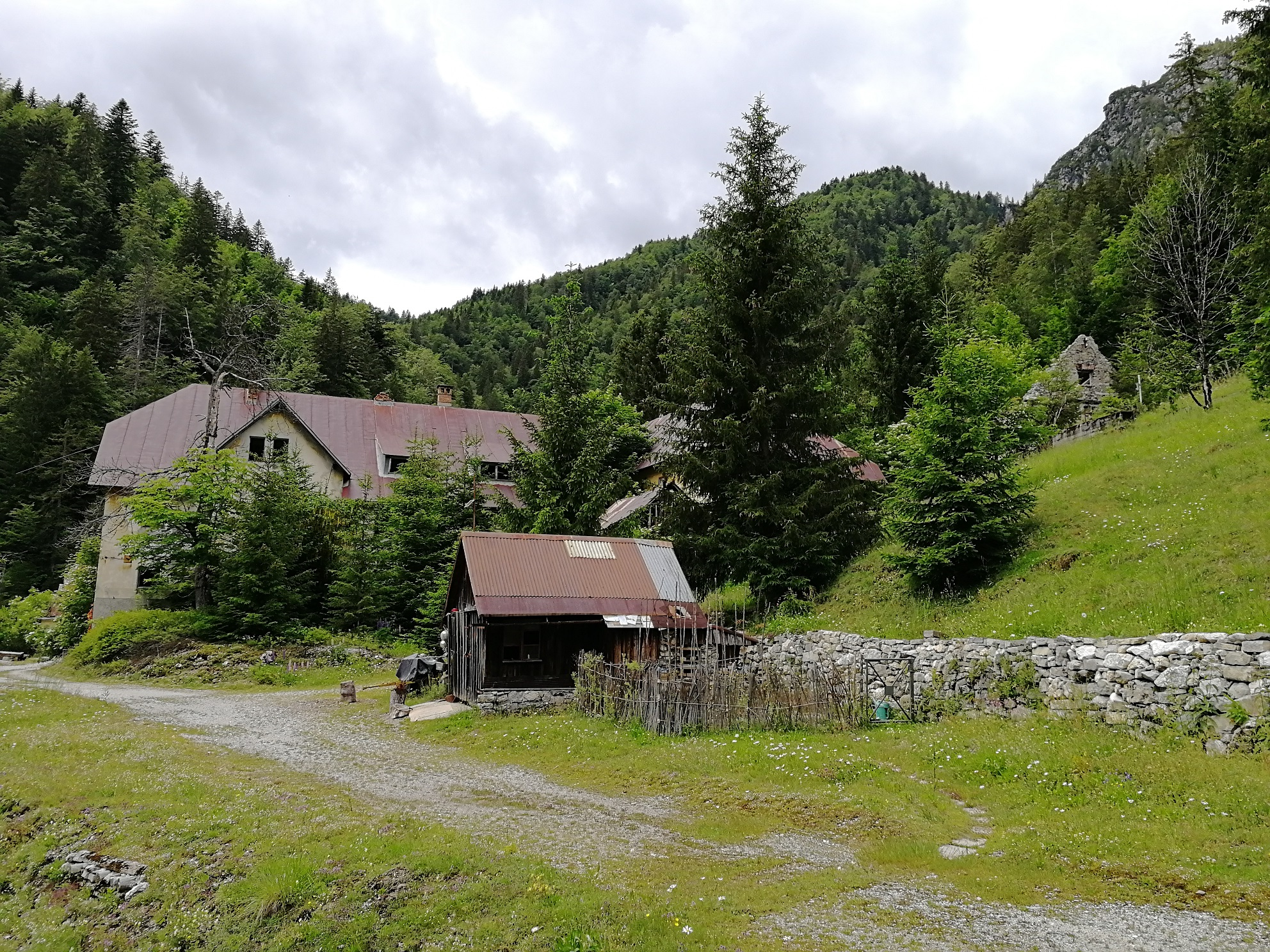
Ciò che resta del villaggio case Sebastiani, ai tempi trasformato in campo di lavoro al servizio delle miniere di Cave del Predil

Nel 2010 Arrigo Varano pubblicherà, aggiornandola successivamente, copia di molta documentazione originale relativa ai fatti, alle procedure che portarono all'assegnazione delle medaglie alle vittime e alla collaborazione con Marco Pirina

### Versioni che negano la strage in termini di crimine di guerra o la responsabilità dei partigiani
Alle versioni che si allineano ad una ricostruzione dei fatti che ipotizza un crimine di guerra premeditato a scopo propagandistico commesso da partigiani sloveni, se ne contrappongono altre radicalmente diverse da fonti slovene, anche se spesso riprese anche in ambiti italiani.
Nel 1993 uno storico ex comandante partigiano sloveno (Franc Črnugelj) fornì una ricostruzione che vorrebbe che i militi GNR siano stati uccisi nel quadro della campagna di sabotaggi all'attività mineraria di Cave del Predil durante uno scontro a fuoco tra un reparto tedesco e i partigiani che li avevano catturati, il che però contrasta con lo stato dei cadaveri riportato sia dai testimoni che nei primi rapporti dopo il ritrovamento, che li descrivono come tutti indistintamente in mutande e camicia, con ferite multiple da arma bianca e da fuoco.
Inoltre in tempi più recenti altre fonti slovene, riprese anche da storici italiani, hanno ricondotto l'accaduto al contesto del sabotaggio armato operato in forma sia diretta alla miniera che indirettamente alle centrali elettriche a essa asservite e sostengono che la strage dei militi GNR sia stata compiuta a seguito della perdita di controllo delle proprie azioni da parte di un loro singolo carceriere, fratello di una delle oltre quaranta vittime delle truppe fasciste nella strage di malga Golobar, avvenuta lì vicino meno di un anno prima in occasione della fondazione della brigata partigiana Gradnik.
Nel tempo la strage fu inoltre oggetto di voci diverse, tra cui quelle di maggior rilievo per aver trovato spazio nella stampa sono quelle che, nell'immediatezza degli eventi, ipotizzavano che i Militi della GNR avessero disertato in favore dei partigiani oppure che fossero stati vittime delle truppe nazifasciste o i loro cadaveri oggetto di una messinscena allo scopo di diffamare i partigiani stessi o infine che i militi fossero gli stessi che avevano operato come carcerieri dei sopravvissuti all'eccidio di Bretto quando furono tratti in prigionia nella caserma Italia di Tarvisio.
Le prime trovavano alimento dalla scarsa fiducia riposta dai nazifascisti negli ex Carabinieri Reali, oltre che in altre circostanze indiziarie più specifiche quali l'apparente assenza di resistenza, alcune intercettazioni radiofoniche, nonché presunti atteggiamenti equivoci di alcuni dei Militi quali il mimare l'atto di voltar gabbana.
Le seconde erano invece parzialmente avvalorate dalla presenza in zona di militari italiani che avevano disertato a favore dei nazisti quali il capitano Giuseppe Ocelli e truppe germaniche che operarono utilizzando tali modalità anche allo stesso scopo in occasione di altre stragi commesse da nazifascisti in zone vicine e da testimonianze diverse sulle modalità di ritrovamento dei cadaveri dei militi e sul ruolo in ciò rivestito dai tedeschi.

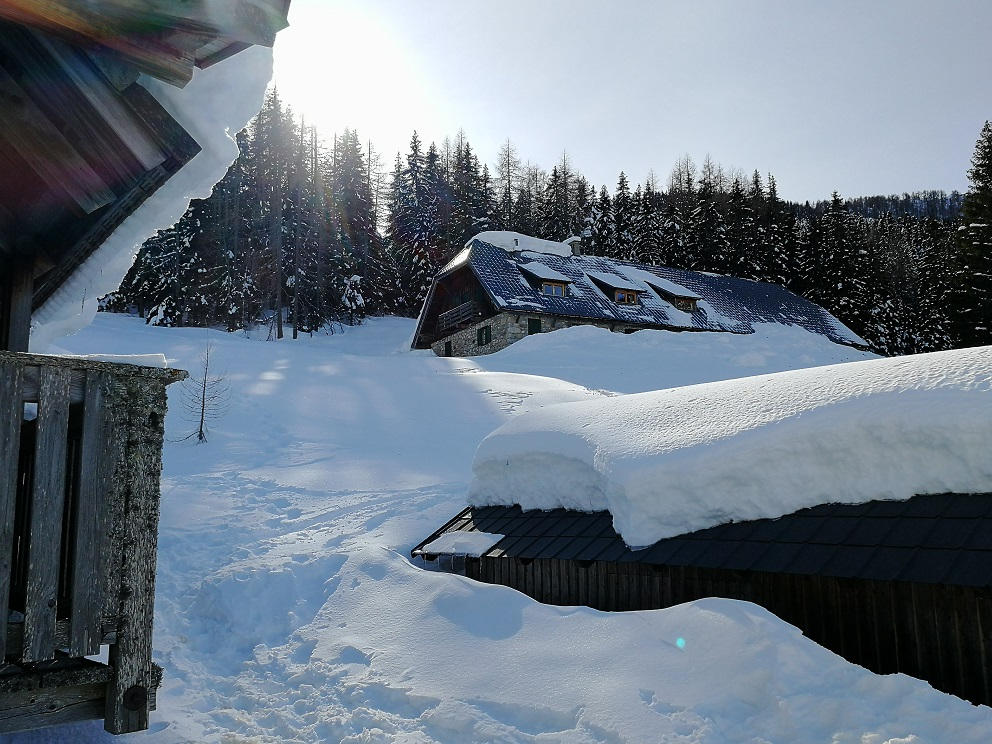
Dolinza Alm ai giorni nostri

Le tante diverse e incongrue ricostruzioni di origine italiana, che normalmente non si discostano dai contenuti della propaganda nazifascista dell'epoca (che nella dottrina militare tedesca rivestiva un ruolo strategico nella controguerriglia anche in particolare riferimento a quanto avveniva nell'OZAK), sono state e sono tuttora frequentemente riprese e rilanciate da testate e siti web italiani, e sono spesso sfociate in ipotesi non circostanziate e improbabili, che vorrebbero giungere al coinvolgimento di ulteriori soggetti quali Franz Pregelj o siti diversi, quali l'ipotetico ricovero presso la Dolinza Alm ove l'esercito tedesco avrebbe provato a curare, a una sessantina di km dal luogo dei fatti, i militi che ipoteticamente sarebbero sopravvissuti al massacro.
Media e siti istituzionali ne hanno inoltre ripreso spesso i contenuti in forme meno sensazionalistiche.

## Onorificenze
Il 27 marzo 2009 il presidente della repubblica italiano Giorgio Napolitano ha conferito a ciascun milite la medaglia d'oro al merito civile.